# جيمس غرين مارتن
جيمس غرين مارتن (بالإنجليزية: James Green Martin)‏ هو عسكري أمريكي، ولد في 14 فبراير 1819 في إليزابيث سيتي في الولايات المتحدة، وتوفي في 4 أكتوبر 1878 في آشفيل في الولايات المتحدة.